# Дитрих II фон Хонщайн-Клетенберг
Дитрих II (III) фон Хонщайн-Клетенберг (на немски: Dietrich II (III) von Honstein-Klettenberg; * ок. 1254/1256 в замък Хонщайн при Нойщат, Харц; † между 28 май и 11 август 1309) е граф на Хонщайн-Клетенберг-Арнсберг-Зондерсхаузен до южен Харц. Той е граф на Хонщайн-Клетенберг, рицар (1275), господар на Арнсберг (1293), в Зондерсхаузен (пр. 1295), господар на Фойгщет и Артерн (1298), фогт на Дитенборн (1299), съгосподар на Росла и Уфтрунген (1303) заедно с графа от Щолберг, юниор на фамилията (1279), сеньор на фамилията (1307), споменат в документ 1254 г.
Той е син на граф Хайнрих I (II) фон Хонщайн († 1286) и съпругата му Мехтилд фон Регенщайн († 1283), дъщеря на граф Улрих I фон Регенщайн († 1265/1267) и Лукарда фон Грибен († 1273/1280).
Брат е на Хайнрих III, граф на Хонщайн-Арнсберг-Зондерсхаузен (* ок. 1256, † между 10 август 1305 и 13 декември 1305) и на духовниците Улрих († 1294/1296), Елгер († ок. 1300) и Елгер „Млади“ († сл. 1302, рицар, комтур в Рогенхузен). Сестра му Луитгард († сл. 1279) се омъжва за граф Албрехт IV фон Барби-Мюлинген († сл. 1312).
През 1253 г. Графството Клетенберг е извоювано и се присъединява към графство Хонщайн. Управлява се от замък Клетенберг между Бад Сакса и Нордхаузен. Линията Зондерсхаузен се образува през 1289 г. и се остремява към Тюрингия. През 1315 г. отново има подялба.

## Фамилия
Дитрих II се жени преди 28 февруари 1282 г. за принцеса София фон Анхалт-Бернбург (* ок. 1259; † сл. 20 май 1322/1330), дъщеря на княз Бернхард I фон Анхалт-Бернбург († 1287) и принцеса София Датска († сл. 1284), дъщеря на крал Абел от Дания († 1252) и Мехтилд фон Холщайн († 1288). Те имат децата:
- Хайнрих IV фон Хонщайн-Клетенберг (* ок. 1300; † ок. 1344/1350), граф на Хонщайн-Клетенберг-Лохра, женен пр. 1302 г. за Ирмгард (Ерменгард) фон Кефернбург-Арнщат († пр. 1320)
- Елгер (* пр. 1291; † сл. 1357), домхер в Магдебург (1291 – 1314), отлъчен 1317, монах в Лехнин (1335 – 1357)
- Йохан († сл. 1305), тевтонски рицар
- Бернхард († сл. 1349), тевтонски рицар
- Зифрид († сл. 1329), тевтонски рицар
- Лудвиг († 1372/1374), домхер в Халберщат (1319), катедрален тезаурари в Халберщат (1320 – 1372), комтур в Йехабург (1348), приор и архдякон в Халберщат (1364)
- Алберт († сл. 1321), тевтонски рицар
- Йохан († сл. 1305), дониникански монах (1293)
- Ото († сл. 1305)
- Улрих († сл. 1309), пробст в Халберщат (1307 – 1309)
- Лутрадис († сл. 1305)
- Мехтилд († сл. 1305)
- София († сл. 1305)
- София († сл. 22 април 1343), омъжена пр. 24 февруари 1325 г. за граф Херман III фон Глайхен (IV) († 18 май 1345)
- Улрих II († 1345)
- Дитрих III фон Хонщайн-Клетенберг-Херинген-Тона († 1329/1330), женен ок. 1305//1310 г. за Елизабет фон Валдек (* ок. 1281; † сл. 24 октомври 1371)